# Peñausende
Peñausende és un municipi de la província de Zamora a la comunitat autònoma de Castella i Lleó. Es troba a la part meridional de la comarca de Sayago, fronterera amb la Tierra del Vino i la província de Salamanca. Limita al nord amb Tamame i Cabañas de Sayago, a l'oest amb Figueruela de Sayago, a l'est amb Mayalde, al sud-oest amb Viñuela de Sayago i al sud amb Santiz.

## Demografia
| Població | 972 | 1.242 | 1.344 | 1.367 | 1.419 | 1.392 | 1.415 | 1.472 | 1.351 | 1.078 | 1.009 | 1.029 | 915 | 668 | 796 | 637 | 584 |

| Població | 240 | 350 | 343 | 394 | 419 | 420 | 419 | 421 | 391 | 318 | 284 | 260 | 260 | 211 | 262 | 239 | 244 |

| Població | 688 | 637 | 635 | 641 | 635 | 646 | 625 | 603 | 598 | 576 | 565 | 544 | 519 | 506 | 485 | 473 | 491 |